# Daite yo! Please Go On
Singles de Maki Gotō
Scramble
(2003) Genshoku Gal Hade ni Ikube!
(2003)
Daite yo! Please Go On (抱いてよ! PLEASE GO ON) est le 8e single en solo de Maki Gotō dans le cadre du Hello! Project, sorti en août 2003 au Japon.

## Présentation
Le single sort le 27 août 2003 au Japon sous le label Piccolo Town, écrit et produit par Tsunku. Il atteint la 4e place du classement de l'Oricon. Il se vend à 48 011 exemplaires la première semaine, et reste classé pendant 6 semaines, pour un total de 58 501 exemplaires vendus. Il sort aussi dans une édition limitée, et en format "Single V" (DVD).
La chanson-titre du single figurera sur l'album 2 Paint It Gold de 2004, puis en version "live" sur la compilation Maki Goto Premium Best 1 de 2005, et dans sa version originale sur la compilation Maki Goto Complete Best Album 2001-2007 de 2010. Elle est également enregistrée par Maki Goto dans une version en coréen sous le titre Please Go On, qui figure aussi sur la compilation Maki Goto Complete Best Album 2001-2007 et sur l'édition coréenne de la compilation Maki Goto Premium Best 1.

## Liste des titres
Toutes les chansons sont écrites et composées par Tsunku.
| 1. | Daite yo! PLEASE GO ON (抱いてよ! PLEASE GO ON)                | Suzuki "Daichi" Hideyuki | 3:44 |
| 2. | Ofuzake KISS (おふざけKISS)                                    | Suzuki "Daichi" Hideyuki | 3:24 |
| 3. | Daite yo! PLEASE GO ON (instrumental) (抱いてよ! PLEASE GO ON) | Suzuki "Daichi" Hideyuki | 3:42 |

| 1. | Daite yo! PLEASE GO ON (抱いてよ! PLEASE GO ON)                                       |  |
| 2. | Daite yo! PLEASE GO ON (Close up Version) (抱いてよ! PLEASE GO ON (Close up Version)) |  |
| 3. | Making of (メイキング映像)                                                            |  |